# Christian Fernández Salas
Christian Fernández Salas est un footballeur espagnol né le 15 octobre 1985 à Santander qui évolue au poste d'arrière gauche.

## Biographie
Le 8 février 2014, Christian Fernández est recruté par le DC United.

## Carrière
- 2006-2012 :  Racing Santander
- 2008 :  UD Las Palmas (prêt)
- 2012-2014 :  UD Almería[3]
- 2014 :  DC United
- 2014-2015 :  UD Las Palmas
- 2015-2016 :  SD Huesca
- 2016- :  Real Oviedo